# ルソンクマネズミ属
ルソンクマネズミ属（ルソンクマネズミぞく、Abditomys）は、哺乳綱齧歯目ネズミ形亜目ネズミ上科ネズミ科ネズミ亜科に分類される属。

## 分布
唯一の種であるルソンクマネズミがフィリピンのルソン島に分布する。

## 種
- ルソンクマネズミ Abditomys latidens Sanborn, 1952